# Barbara Dainton
Barbara Dainton, geborene Barbara Joyce West (* 24. Mai 1911 in Bournemouth; † 16. Oktober 2007 in Camborne), war eines der Babys, die sich als Passagiere an Bord der Titanic befanden und den Untergang des Passagierschiffs überlebten. Bei ihrem Tod war sie die vorletzte Überlebende der Katastrophe. Millvina Dean (1912–2009) war die letzte Überlebende der Schiffskatastrophe. Zum Zeitpunkt des Unglücks war auch sie ein Baby.

## Leben
Barbara Joyce war eines von drei Kindern des Ehepaares Edwy Arthur und Ada Mary West. Ihre Eltern nahmen sie mit ihrer Schwester Constance Miriam mit auf die Reise nach Amerika, wo sich der Vater in Florida um Arbeit kümmern und niederlassen wollte.
Die weiblichen Familienmitglieder gelangten beim Untergang in der Nacht zum 15. April 1912 an Bord eines Rettungsbootes der Titanic. Von dort nahm sie das Rettungsschiff Carpathia auf. Es wird vermutet, dass das Schiff Celtic Mutter und beide Töchter nach England zurückbrachte. Der Vater starb beim Schiffsunglück. Seine Brüder kümmerten sich um die heimgekehrten Verwandten.
Nach Schulausbildungen in Purley, Truro und Exeter war sie Hauslehrerin bei einer Familie aus Cornwall und begleitete diese nach Spanien. Sie kehrte beim Ausbruch des spanischen Bürgerkriegs im Jahr 1936 zurück. Als Lehrerin war Barbara danach in Guildford, Truro und Plymouth tätig.
Von 1938 bis zu seinem Tod im Jahr 1951 war sie in ihrer ersten Ehe mit Stanley Winder verheiratet. Im Jahr 1952 heiratete Barbara William Ernest B. Dainton und verbrachte ihr weiteres Leben in Truro. In ihren letzten Lebensmonaten war sie pflegebedürftig.
Über die Katastrophe sprach sie mit Fremden nicht. Eine unmittelbare Erinnerung an das Ereignis hatte Dainton im Gegensatz zu Lillian Asplund nicht mehr. Sie wollte kein großes Aufsehen um ihre Person. So wurde der Tod der 96-Jährigen am 16. Oktober auch erst mit der Trauerfeier am 5. November 2007 in der Kathedrale von Truro ins öffentliche Bewusstsein gerückt.